# Küstendorf
Küstendorf, också kallad Drvengrad eller Mećavnik, är en stad som byggts av den serbiske regissören Emir Kusturica i närheten av Mokra Gora i sydvästra Serbien. Den är byggd i gammal traditionell stil från området Zlatibor och byggdes egentligen för inspelningen av Kusturicas film Livet är ett mirakel 2004. Kusturica mottog 2005 arkitekturpriset Philippe Rotthier Europeiska arkitekturpris för sin skapelse.
Det är där den årliga Küstendorf Film- och Musikfestivalen äger rum.

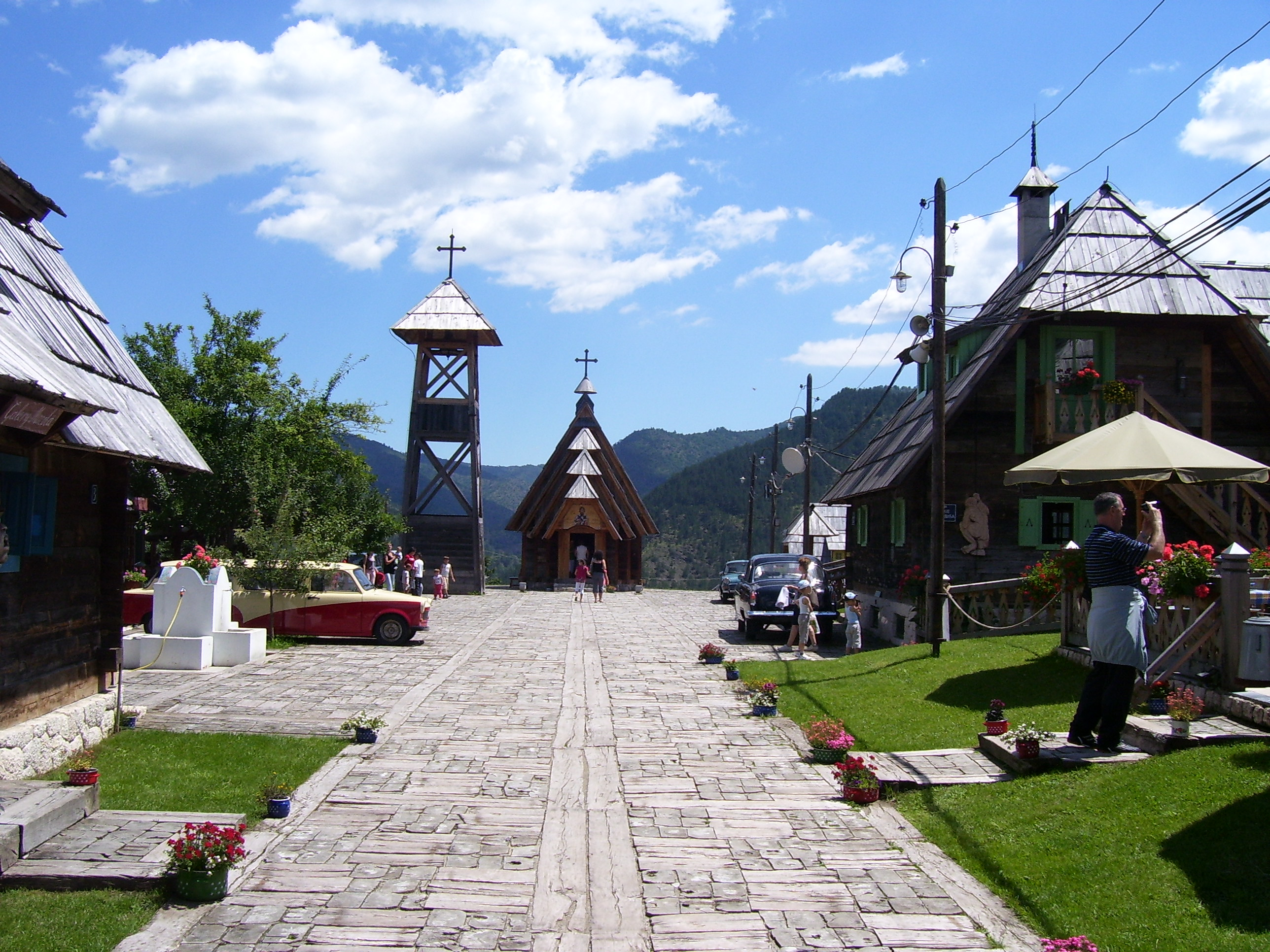
Küstendorf

## Se även

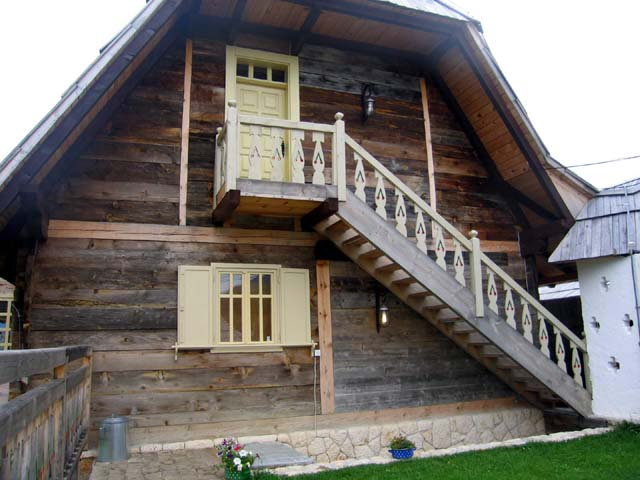
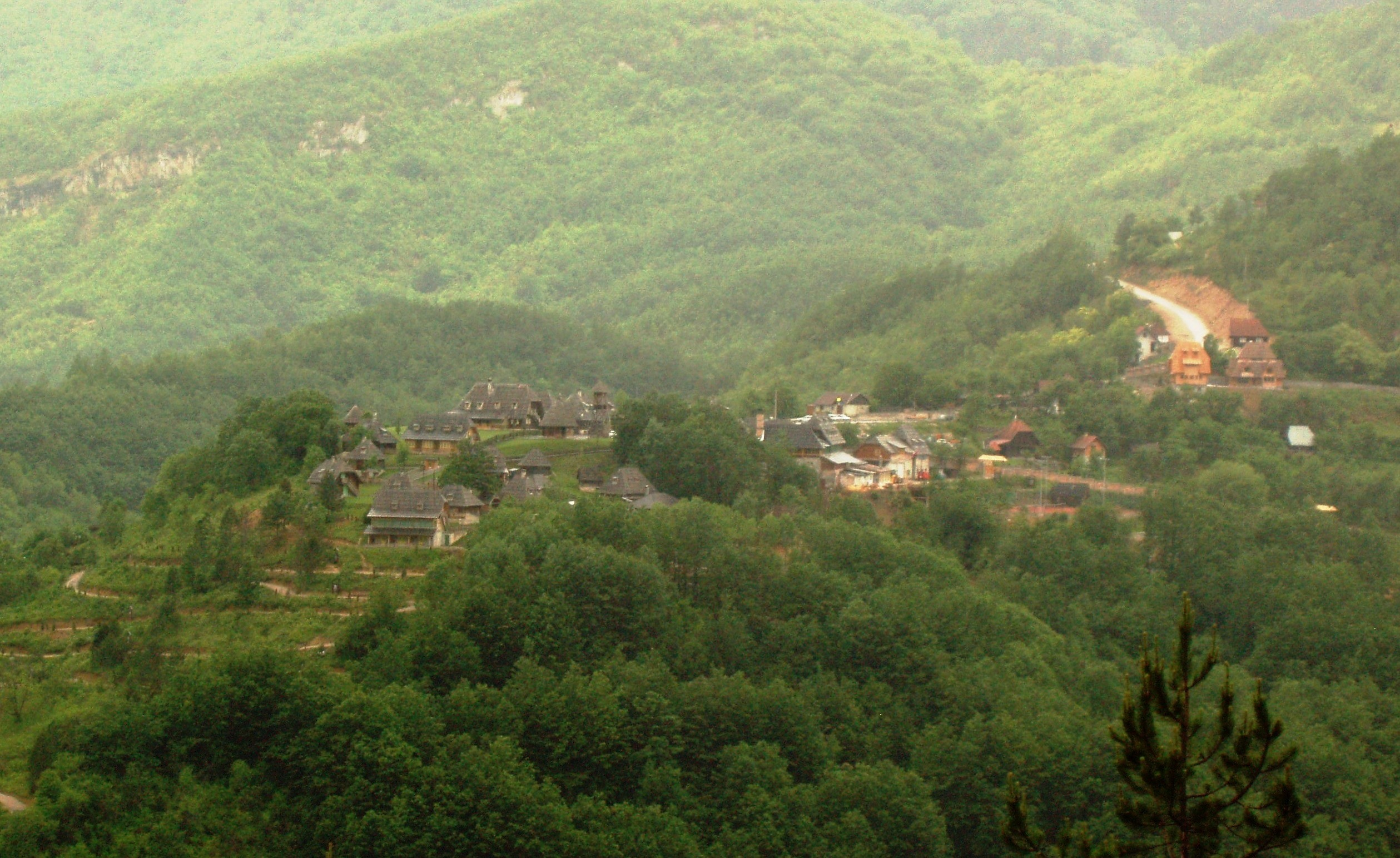
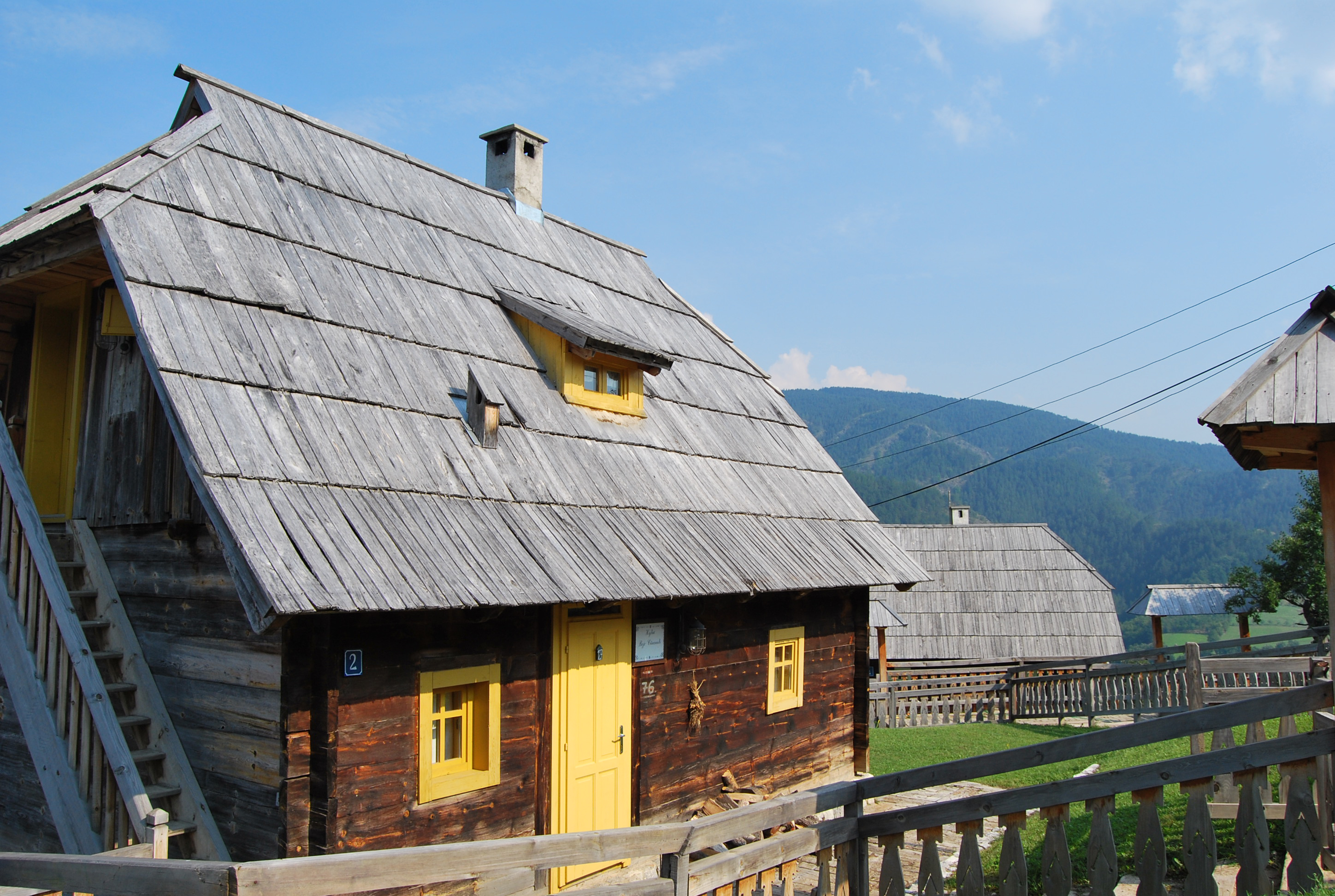
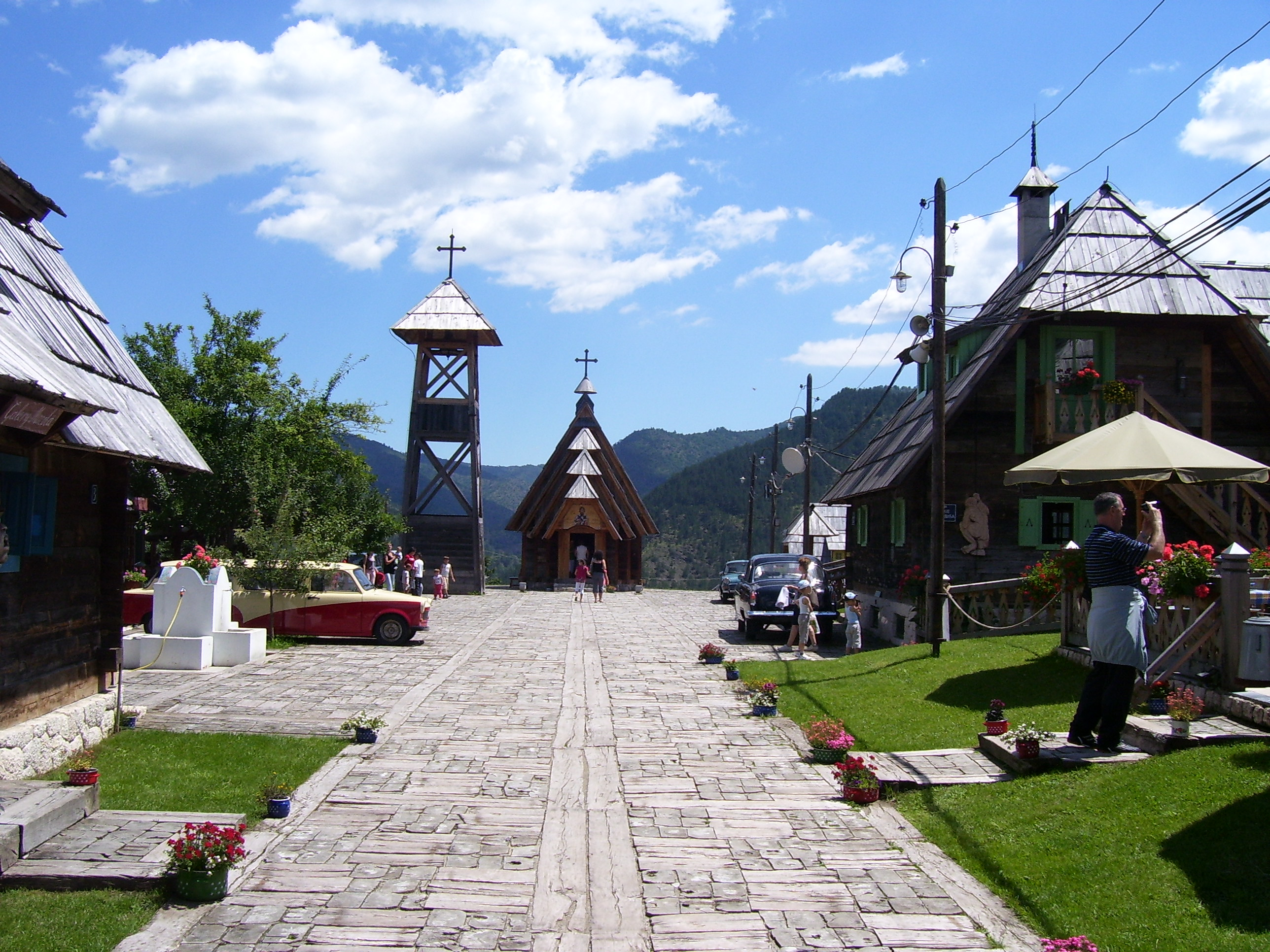
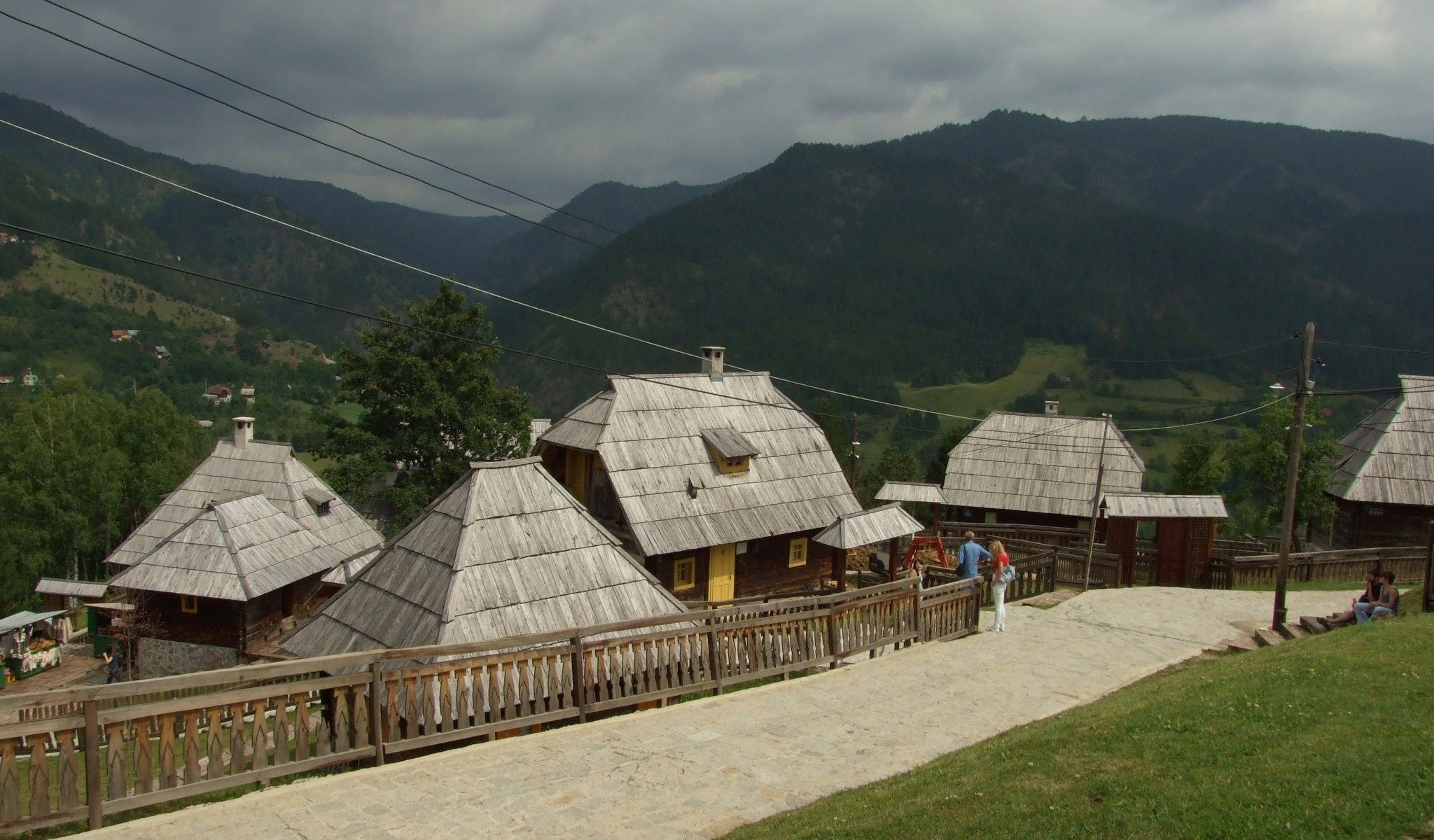
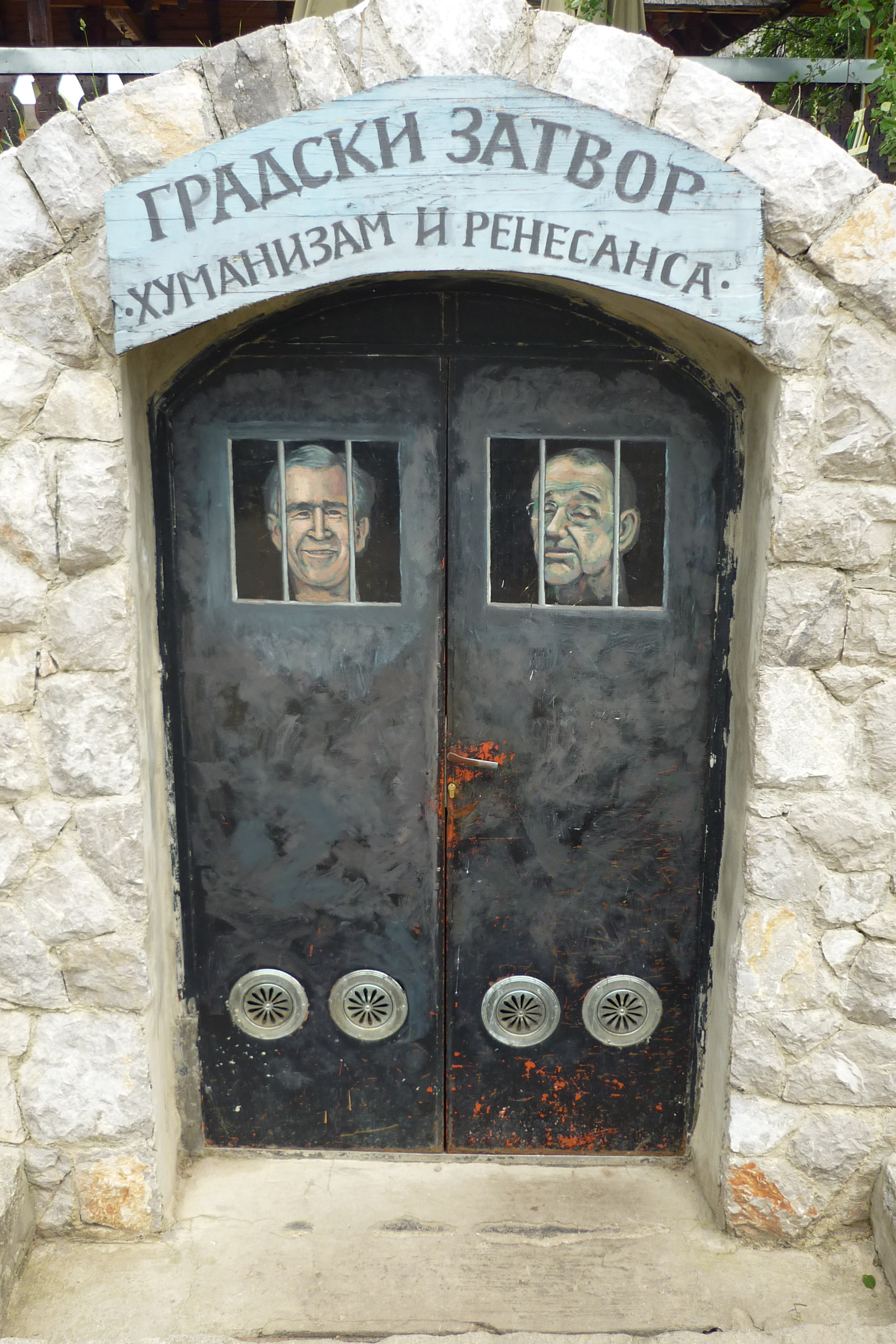